# Michel Jonasz
Ne doit pas être confondu avec Michel Jonas.
Pour les articles homonymes, voir Jonas (homonymie).
Michel Jonasz, né le 21 janvier 1947 à Drancy (Seine-Saint-Denis), est un auteur-compositeur-interprète et acteur français.
Il a notamment composé La Boîte de jazz, Joueurs de blues et Les Vacances au bord de la mer. Sur scène, son titre fétiche est Super Nana. Il mène en parallèle une carrière d'acteur au cinéma et à la télévision.

## Biographie
Michel Jonasz est issu d'une famille d'immigrants juifs hongrois. Son grand-père paternel était cordonnier à Budapest et chantait des opérettes en amateur. Son père, Oscar Jonasz, né en Hongrie en 1920, est arrivé en France avec ses parents à l'âge de cinq ans. Il a été naturalisé français en 1939. Sa mère Charlotte, née en 1917 à Berettyóújfalu (Autriche-Hongrie), arrive en France à l'âge de 16 ans, son frère Lajos, médecin, l'ayant fait venir. Ils se sont mariés le 26 juillet 1941 à Drancy. La mère de Michel Jonasz et sa sœur, échappèrent de peu à la mort lors de la Shoah qui n'a pas épargné leurs proches. Abraham Weisberg, le grand-père maternel, originaire de Pologne, qui s'est installé en Hongrie en 1911, est resté dans la mémoire familiale au point qu'un spectacle lui a été consacré. Intitulé Abraham, il retrace l'histoire de ce hazzan mort pendant la Shoah.
Ses parents sont tous deux coiffeurs, puis son père, joueur amateur de violon, devient représentant de commerce. Ils vivent au Blanc-Mesnil.
Michel Jonasz quitte l'école dès l'âge de quinze ans et cherche sa voie dans le domaine artistique. Peinture, théâtre et musique l'intéressent, mais c'est finalement une place de pianiste qui lui met le pied à l'étrier. Après des débuts aux claviers en 1965 dans le groupe du rocker marocain Vigon et Les Lemons, il fonde en 1966 le groupe King Set avec son ami Alain Goldstein à la guitare. Deux succès radiophoniques font connaître sa voix et son sens du rythme : une composition originale Apesanteur en 1967 (paroles par Claire-Lise Charbonnier, musique par Alain Goldstein) et le standard Jezebel en 1968.

## Carrière artistique
Sa carrière solo débute lentement, fin 1968, par un 45 tours édité sous le nom de Michel Kingset, puis il suit en 1970 avec un single sous son propre nom.  Michel Jonasz participe à la Rose d'or d'Antibes en 1972 avec le titre La rencontre (vendu à 75 000 exemplaires en single).
Il faut attendre 1974 pour qu'il trouve un large public avec deux tubes simultanés : Dites-moi (paroles : F. Thomas / musique : M. Jonasz). Sur la face B du 45 tours extrait de l'album se trouve Super Nana de Jean-Claude Vannier. 
Chez EMI, le tandem Gabriel Yared / Michel Jonasz concocte trois albums aux colorations funky et jazzy pour Françoise Hardy. Nous sommes en 1978, en pleine période disco, et le succès de J'écoute de la musique saoule attire un plus jeune public. Le 30 mars 1981, le couple Hardy-Dutronc se marie devant le maire de Monticello en Corse. Tamalou est sur toutes les ondes. Françoise Hardy renoue, certes, avec le succès mais ces chansons ne la satisfont guère.
La carrière de Michel Jonasz décolle, les chansons s'enchaînent et restent gravées dans la mémoire collective. Il enchaîne les succès comme Je voulais te dire que je t'attends (écrit avec Pierre Grosz), J'veux pas que tu t'en ailles (écrit et composé par Jonasz), Joueur de Blues, Lucille (avec Michel Cœuriot), La Boîte de Jazz et La fabuleuse histoire de Mister Swing. Il a composé et interprété le générique de Zone interdite, émission de la chaîne M6, qui lui permet d'obtenir un 7 d'or, ainsi que le générique « Cinéma, cinéma » sur Canal+.
Entre 2004 et 2005, il entreprend une tournée avec des musiciens issus de la scène jazz, le pianiste Alfio Origlio, le bassiste Jean-Marc Jaffet, le batteur Laurent Robin et le guitariste Jean-Christophe Maillard qui participent à l’enregistrement de l'album Michel Jonasz. De 2006 à 2008, il enregistre l'album Chanson française et effectue une tournée avec le pianiste Alfio Origlio, le bassiste Michel Alibo, le percussionniste Stéphane Edouard, le guitariste Jean-Christophe Maillard et le batteur Stéphane Huchard. 
Il est aussi acteur de cinéma (Qu'est-ce qui fait courir David ?, Tir à vue, La Doublure) et de télévision.

## Engagements citoyens
Il participe à la préparation du rapport Lockwood, remis en juin 2016 à Frédéric Mitterrand.
Il est parrain depuis 2017 de l'Association « 1 pour tous, tous pour l'autisme ».
En septembre 2018, à la suite de la démission de Nicolas Hulot, il signe avec Juliette Binoche la tribune contre le réchauffement climatique intitulée « Le plus grand défi de l'histoire de l'humanité », qui paraît en une du journal Le Monde, avec pour titre L'appel de 200 personnalités pour sauver la planète.

## Discographie

### Premiers 45 tours
Plusieurs 45 tours sont parus entre 1967 et 1973, notamment :
avec le groupe King Set :
- 1967 : Apesanteur / Froiduglu / On a perdu un président / Il faut marier Marie, Maman
- 1968 : Jezebel / Mon brouillard
- 1968 : Au bout de mon chemin / Fleur d'ombre

Michel Jonasz en solo :
- 1970 : Ô mon amour du bout du monde / Mais dans un an ou deux / Le vent ne ramène jamais les nuages d'autrefois / Adieu la Terre
- 1971 : Mon Eve / Lucifer
- 1972 : La Rencontre / L'amour du monde
- 1973 : Attends / La vie à deux
- 1973 : La vie c'est comme ça / Appelez-moi Frénésie
- 1973 : Le bleu du ciel / Viens si tu m'aimes

En 1998, un CD intitulé Michel Jonasz et le King Set reprend les 8 titres enregistrés avec le King Set en 1967 et 1968, les quatre titres enregistrés par Michel Jonasz seul en 1970, et un titre bonus (Magic Records réf. 177982).

### Albums studio
- 1974 : Michel Jonasz
- 1975 : Changez tout
- 1977 : Michel Jonasz
- 1978 : Guigui
- 1979 : Les années 80 commencent
- 1981 : La Nouvelle Vie
- 1983 : Tristesse
- 1985 : Unis vers l'uni
- 1988 : La Fabuleuse Histoire de Mister Swing
- 1992 : Où est la source
- 1996 : Soul Music Airlines
- 2000 : Pôle Ouest
- 2002 : Où vont les rêves
- 2005 : Michel Jonasz
- 2007 : Chanson française
- 2011 : Les Hommes sont toujours des enfants
- 2019 : La Méouge, le Rhône, La Durance
- 2023 : Chanter le blues

### Albums live
- 1977 : Michel Jonasz au Théâtre de la Ville
- 1986 : Michel Jonasz en concert au Palais des Sports
- 1988 : La Fabuleuse Histoire de Mister Swing
- 1993 : Michel Jonasz au Zénith
- 2001 : Michel Jonasz Olympia 2000
- 2009 : Michel Jonasz Trio
- 2009 : Abraham
- 2013 : Michel Jonasz : Les Hommes sont toujours des enfants sur scène
- 2017 : Michel Jonasz Quartet

### Compilations
- 1981 : Les Plus Belles Chansons de... Michel Jonasz
- 1984 : Lord have mercy
- 1987 : Jonasz 80-85, les indispensables
- 1988 : La fabuleuse histoire de Mister Swing
- 1989 : Tous les succès de Michel Jonasz
- 1990 : Michel Jonasz (regroupement des premiers 45 tours datant de 1970 à 1973)
- 1995 : Les Incontournables de Michel Jonasz
- 1995 : Michel Jonasz Coffret 3 CD
- 2006 : Best of
- 2013 : Joueurs de blues - le meilleur de Michel Jonasz
- 2024 : Soul (Les plus gands classiques de son répertoire revisités dans un registre Soul et R&B)

### Liste sélective de singles
- 1974 : Dites-moi / Super nana
- 1975 : Changez tout
- 1975 : Les vacances au bord de la mer
- 1976 : Je voulais te dire que je t'attends
- 1977 : Du blues, du blues, du blues
- 1978 : En v'là du slow, en v'là
- 1979 : Les wagonnets
- 1981 : Joueurs de blues
- 1981 : J't'aimais tellement fort que j't'aime encore
- 1982 : Lord have mercy
- 1983 : Lucille / Minuit sonne
- 1984 : La Boîte de jazz
- 1985 : La FM qui s'est spécialisée funky
- 1988 : La fabuleuse histoire de Mr Swing
- 1992 : Groove baby groove
- 1993 : Lune
- 1996 : Soul music airlines
- 2002 : Où vont les rêves ?
- 2005 : La femme du parfumeur

### Bandes originales de films
- 1980 : Clara et les chics types de Jacques Monnet
- 1990 : Miss Missouri d'Élie Chouraqui

### Génériques pour la télévision
- 1993 : Zone Interdite (M6)
- 1984-1995 : Cinéma (Canal+)

### Participations
- 1983 : On est si beau, duo avec Alain Souchon sur son album On avance.
- 2003 : Quand un hippopo t'aime sur l'album caritatif Sol En Cirque
- 2005 : L'Océan des possibles, duo avec Clarika sur son album Joker
- 2006 : Trente manières de quitter une fille, duo avec Michel Delpech sur son album Michel Delpech &...
- 2018 : Je chante pour ceux qui ont le blues, duo avec Eddy Mitchell sur l'album de ce dernier La Même Tribu, volume 2

## Filmographie

### Concerts en vidéo
- 2005 : Live au Casino de Paris (DVD)

### Cinéma
- 1979 : Rien ne va plus de Jean-Michel Ribes : le chanteur du métro
- 1981 : Qu'est-ce qui fait courir David ? d'Élie Chouraqui : Simon
- 1984 : Tir à vue de Marc Angelo : inspecteur Daniel Galo
- 1988 : Le Testament d'un poète juif assassiné de Frank Cassenti : Paltiel Kossover
- 1999 : Babel de Gérard Pullicino : Patrick Carat
- 1999 : Une pour toutes de Claude Lelouch : le passager sympathique
- 2001 : Lisa de Pierre Grimblat : Benjamin
- 2002 : Varsovie-Paris (court métrage) d'Idit Cebula
- 2003 : Le Tango des Rashevski de Sam Garbarski : Simon Rashevski
- 2004 : Mariage avec mon fils de Pierre Berecz :
- 2004 : La Maison de Nina de Richard Dembo : le généreux donateur
- 2006 : La Doublure de Francis Veber : André
- 2007 : Deux vies plus une d'Idit Cébula : Guidalé
- 2008 : Les Hauts Murs de Christian Faure : directeur de l'institution d'éducation surveillée
- 2008 : La Première Étoile de Lucien Jean-Baptiste : Monsieur Morgeot
- 2013 : Rue Mandar de Idit Cébula : Oncle Guy
- 2013 : Un excellent dossier ! d'Artus de Penguern (court-métrage)
- 2014 : ADN, l'âme de la terre de Thierry Obadia : Yacim
- 2016 : Dieumerci ! de Lucien Jean-Baptiste : Daniel
- 2017 : Il a déjà tes yeux de Lucien Jean-Baptiste : Monsieur Vidal
- 2017 : Baby Phone d'Olivier Casas : Hubert
- 2017 : La Deuxième Étoile de Lucien Jean-Baptiste : Maurice Morgeot
- 2018 : Au bout des doigts de Ludovic Bernard : Monsieur Jacques
- 2019 : Roxane de Mélanie Auffret : Père Kerborgne
- 2019 : Vagabondes de Philippe Dajoux : Jacquot
- 2020 : Les Vétos de Julie Manoukian : Michel
- 2023 : Double Foyer de Claire Vassé : Jacques, le père de Lili
- 2024 : Hyacinthe de Bernard Mazauric : M. Escudero
- 2024 : Maison de retraite 2 de Claude Zidi Jr. : Albert

### Télévision
- 2000 : Fugues de Marion Sarraut : Tremblay
- 2004 : Le Triporteur de Belleville de Stéphane Kurc : Élie Leïzer
- 2004 : La Vie dehors de Jean-Pierre Vergne : Marco
- 2005 : Un amour à taire de Christian Faure : Armand Lavandier
- 2005 : Dalida de Joyce Buñuel : Bruno Coquatrix
- 2006 : Agathe contre Agathe de Thierry Binisti : Alexis
- 2007 : Le Sang noir de Peter Kassovitz : Babinot
- 2010 : Fais danser la poussière de Christian Faure : Camille
- 2010 : Les Virtuoses, série réalisée par Claude-Michel Rome : Virgile Grimm
- 2011 : La Résidence de Laurent Jaoui : Martial
- 2011 : La Loi selon Bartoli de Laurence Katrian : ?
- 2011 : J'étais à Nüremberg de André Chandelle : François Bloch
- 2011-2015 : L'Homme de la situation, série réalisée par Didier Bivel : Charles
- 2012 : Clash série créée par Pascal Lahmani : Yvan
- 2012 : Les Pieds dans le plat de Simon Astier : Maurice Benhaim
- 2012 : Cent pages blanches de Laurent Jaoui : Vania
- 2014 : L'Esprit de famille de Frédéric Berthe : René Perez
- 2014 : Crimes et botanique, épisode Fleurs de sang réalisé par Bruno Garcia : Edouard Crouzal
- 2014 : La Loi, le combat d'une femme pour toutes les femmes de Christian Faure : Gaston Defferre
- 2014 : Famille d'accueil, épisode Mon père, ma bataille réalisé par Christophe Barbier : Félix
- 2015 : Boulevard du Palais, épisode Les Fantômes n'ont pas de mémoire réalisé par Christian Bonnet : Détective Delaunay
- 2016 : Camping Paradis, épisode Les Vacances du camping réalisé par Philippe Proteau : Ange Paoli
- 2016 : Mystère à la Tour Eiffel de Léa Fazer : Gustave Eiffel
- 2016-2018 : Lebowitz contre Lebowitz (1re et 2e saison) : Georges Warnier
- 2017 : Paris etc. de Zabou Breitman : le maître de cérémonie
- 2018 : Le Mort de la plage de Claude-Michel Rome : Robert Gentil
- 2020 : Il a déjà tes yeux de Lucien Jean-Baptiste : M. Vidal
- 2020 : H24, série télévisée d'Octave Raspail et Nicolas Herdt : Raymond Martin
- 2021 : Mauvaises graines de Thierry Petit : Gaidz Bogossian
- 2021 : À mon tour de Frédéric Berthe : Ferdinand Moreno
- 2022 : Et la montagne fleurira d'Éléonore Faucher : le maire de Buis
- 2022 : Meurtres dans les gorges du Verdon de Stephan Kopecky : Constantin Ravel
- 2022 : Rendez-vous avec le crime de Méliane Marcaggi : Joseph
- 2023 : Scènes de ménages : Hubert, le compagnon de la mère de Fabien
- 2023-2025 : Le négociateur d'Arnauld Mercadier : Le père d'Antoine

## Théâtre
- 1964 - 1965 : Le temps viendra de Romain Rolland, mise en scène Guy Kayat, Théâtre Romain Rolland Villejuif, Théâtre Récamier
- 1971 : Rosa Rosis de Claire-Lise Charbonnier, mise en scène Guy Kayat, Théâtre 71
- 1979 : Toutes les mêmes sauf maman de Didier Kaminka, Théâtre de la Gaîté-Montparnasse
- 2009 - 2011 : Abraham, écrit, mis en scène et interprété par Michel Jonasz, Petit Montparnasse, Théâtre de la Gaîté-Montparnasse, Théâtre des Mathurins
- 2014 : La vie est une tarte aux pommes, écrit, mis en scène et interprété par Michel Jonasz, Petit Montparnasse
- 2017 : Les Fantômes de la rue Papillon, de et mise en scène Dominique Coubes, Théâtre du Gymnase Marie-Bell
- 2019 : Le cas Eduard Einstein de Laurent Seksik, mise en scène Stéphanie Fagadau, Comédie des Champs-Elysées
- 2024 : La Famille de Samuel Benchetrit, mise en scène de l'auteur, théâtre Edouard VII

## Distinctions
- Commandeur de l'ordre des Arts et des Lettres Il est promu au grade de commandeur par l’arrêté du 8 mars 2018[11].
- (27949) Jonasz est un astéroïde baptisé en son honneur.